# Првенство Аргентине у рагбију
Првенство Аргентине у рагбију (шп. Campeonato Argentino de Rugby) је аматерско рагби 15 такмичење у коме се такмиче провинцијски тимови Аргентине.

## О такмичењу
Такмичење је подељено у 3 дивизије:
- Zona Campeonato
- Zona Ascenso
- Zona Estímulo

## Историја
Списак победника овог такмичења
- 1945. Провинција
- 1946. Провинција
- 1947. Провинција
- 1948. Капитал
- 1949. Провинција
- 1950. Провинција
- 1951. Провинција
- 1952. Провинција
- 1953. Капитал
- 1954. Провинција
- 1955. Капитал
- 1956. Провинција
- 1957. Капитал
- 1958. Капитал
- 1959. Провинција
- 1960. Провинција
- 1961. Мара дел Плата
- 1962. Буенос Ајрес
- 1963. Буенос Ајрес
- 1964. Буенос Ајрес
- 1965. Розарио
- 1966. Буенос Ајрес
- 1967. Буенос Ајрес
- 1968. Буенос Ајрес
- 1969. Буенос Ајрес
- 1970. Буенос Ајрес
- 1971. Буенос Ајрес
- 1972. Буенос Ајрес
- 1973. Буенос Ајрес
- 1974. Буенос Ајрес
- 1975. Буенос Ајрес
- 1976. Буенос Ајрес
- 1977. Буенос Ајрес
- 1978. Буенос Ајрес
- 1979. Буенос Ајрес
- 1980. Буенос Ајрес
- 1981. Буенос Ајрес
- 1982. Буенос Ајрес
- 1983. Буенос Ајрес
- 1984. Буенос Ајрес
- 1985. Тусуман
- 1986. Буенос Ајрес
- 1987. Тусуман
- 1988. Тусуман
- 1989. Тусуман
- 1990. Тусуман
- 1991. Буенос Ајрес
- 1992. Тусуман
- 1993. Тусуман
- 1994. Буенос Ајрес
- 1995. Кордоба
- 1996. Кордоба-Буенос Ајрес
- 1997. Кордоба
- 1998. Буенос Ајрес
- 1999. Буенос Ајрес
- 2000. Буенос Ајрес
- 2001. Кордоба
- 2002. Буенос Ајрес
- 2003. Буенос Ајрес
- 2004. Сујо
- 2005. Тусуман
- 2006. Буенос Ајрес
- 2007. Буенос Ајрес
- 2008. Буенос Ајрес
- 2009. Кордоба
- 2010. Тусуман
- 2011. Кордоба
- 2012. Кордоба
- 2013. Тусуман
- 2014. Тусуман
- 2015. Буенос Ајрес
- 2016. Буенос Ајрес

| Рагби клуб    | Број титула |
| ------------- | ----------- |
| Буенос Ајрес  | 36          |
| Провинција    | 11          |
| Тусуман       | 11          |
| Кордоба       | 7           |
| Капитал       | 5           |
| Мар дел Плата | 1           |
| Розарио       | 1           |
| Сујо          | 1           |